# Sherman (Familienname)
Sherman ist ein englischer Familienname.

## Namensträger
- Al Sherman (1897–1973), US-amerikanischer Komponist
- Alfred Sherman (1919–2006), britischer Politiker, Journalist und Politikwissenschaftler
- Allan Sherman (1924–1973), US-amerikanischer Musiker und Satiriker
- Allie Sherman (1923–2015), US-amerikanischer American-Football-Spieler und -Trainer
- Alson Sherman (1811–1903), US-amerikanischer Politiker
- Althea Sherman (1853–1943), US-amerikanische Ornithologin
- Amy Sherman-Palladino (* 1966), US-amerikanische Drehbuchautorin und Produzentin
- Anthony Sherman (* 1988), US-amerikanischer American-Football-Spieler
- Augustus Frederick Sherman (1865–1925), US-amerikanischer Beamter des Bureau of Immigration und Fotograf
- Barry Sherman (1942–2017), kanadischer Unternehmer und Philanthrop
- Ben Sherman (1925–1987), britischer Modeschöpfer
- Bernard Sherman (1942–2017), kanadischer Unternehmer
- Bobby Sherman (1943–2025), US-amerikanischer Sänger und Schauspieler
- Brad Sherman (* 1954), US-amerikanischer Politiker
- Buren Sherman (1836–1904), US-amerikanischer Politiker
- Carl Sherman (1890–1956), US-amerikanischer Jurist und Politiker
- Carlos Sherman (1934–2005), belarussisch-spanischer Schriftsteller
- Carrie Babcock Sherman (1856–1931), Second Lady der Vereinigten Staaten
- Charlotte Watson Sherman (* 1958), US-amerikanische Autorin und Psychotherapeutin
- Chloe Sherman (* 1969), US-amerikanische Fotografin
- Cindy Sherman (* 1954), US-amerikanische Fotografin
- Daryl Sherman (* 1949), US-amerikanische Jazzmusikerin
- Delia Sherman (* 1951), US-amerikanische Fantasy-Schriftstellerin
- Denis Ronald Sherman (1934–1985), britischer Schriftsteller
- Ed Sherman (1912–2009), US-amerikanischer American-Football-Trainer
- Editta Sherman (1912–2013), US-amerikanische Philosophin
- Emile Sherman, australischer Filmproduzent
- Evan Sherman (* 1993), US-amerikanischer Jazzmusiker
- Forrest P. Sherman (1896–1951), Admiral der US Navy
- Francis Cornwall Sherman (1805–1870), US-amerikanischer Politiker
- Fred Sherman (Genetiker) (1932–2013), US-amerikanischer Biochemiker und Genetiker
- Fred Sherman (Schauspieler) (1905–1969), US-amerikanischer Schauspieler
- Fred Sherman (Wirtschaftskommentator) (1924–2009), US-amerikanischer Geschäftsmann und Hörfunkjournalist
- Frederick C. Sherman (1888–1957), US-amerikanischer Admiral
- Gary Sherman (* 1945), US-amerikanischer Filmregisseur
- George Sherman (1908–1991), US-amerikanischer Filmregisseur
- Geraldine Sherman (* 1944), britische Schauspielerin
- Grace Sherman (* 1988), kanadische Schauspielerin
- Greg Sherman (* 1970), US-amerikanischer Eishockeyfunktionär
- Harold Sherman (1898–1987), US-amerikanischer Schriftsteller
- Harry B. Sherman (1894–1974), US-amerikanischer Brigadegeneral
- Hilde Sherman (1923–2011), deutsche Holocaust-Überlebende
- Hoyt L. Sherman (1903–1981), US-amerikanischer Künstler und Hochschullehrer
- Jack Sherman (1956–2020), US-amerikanischer Rockmusiker
- James Sherman (Comiczeichner), US-amerikanischer Comiczeichner und -autor
- James Sherman (Dramatiker), US-amerikanischer Dramatiker
- James Morgan Sherman (1890–1956), US-amerikanischer Bakteriologe
- James S. Sherman (1855–1912), US-amerikanischer Politiker
- Jenny Sherman, US-amerikanische Schauspielerin
- Jimmy Sherman (1908–1975), US-amerikanischer Jazzmusiker, Arrangeur und Komponist
- John Sherman (1823–1900), US-amerikanischer Politiker
- John Sherman (Leichtathlet) (* 2004), liberianischer Sprinter
- Jon Sherman, US-amerikanischer Regisseur und Drehbuchautor
- Joseph Sherman (1944–2009), südafrikanischer Literaturwissenschaftler
- Josepha Sherman (1946–2012), US-amerikanische Science-Fiction-Autorin
- Judson W. Sherman (1808–1881), US-amerikanischer Politiker
- Kerry Sherman (* 1953), US-amerikanische Schauspielerin
- Kpah Sherman (* 1992), liberianischer Fußballspieler
- Lawrence W. Sherman (* 1949), US-amerikanischer Kriminologe
- Lawrence Yates Sherman (1858–1939), US-amerikanischer Politiker
- Lowell Sherman (1885 oder 1888–1934), US-amerikanischer Schauspieler und Filmregisseur
- Margaret Sherman Kohn (* 1928), US-amerikanische Pianistin und Musikpädagogin, siehe Margaret Kohn (Pianistin)
- Mark Sherman (* 1957),  US-amerikanischer Jazzmusiker
- Martin Sherman (* 1938), US-amerikanischer Dramatiker und Autor
- Mary Antoinette Brown-Sherman (1926–2004), liberianische Hochschullehrerin und Universitätsrektorin
- Matt Sherman (* 1978), japanischer Rugby-Union-Spieler
- Moses H. Sherman (1853–1932), US-amerikanischer Lehrer, Schulleiter, Bankier, Geschäftsmann, Großgrundbesitzer und Politiker
- Nathaniel Sherman (Fußballspieler) (* 1991), liberianischer Fußballtorhüter
- Nathaniel Sherman (Leichtathlet) (1888–1954), US-amerikanischer Leichtathlet
- Norman Sherman (1924–2015), US-amerikanisch-kanadischer Fagottist, Musikpädagoge und Komponist
- Patsy O’Connell Sherman (1930–2008), US-amerikanische Chemikerin und Erfinderin
- Richard Sherman (* 1988), US-amerikanischer Footballspieler
- Richard M. Sherman (1928–2024), US-amerikanischer Filmkomponist
- Robert Sherman (1940–2004), US-amerikanischer Schauspieler
- Robert B. Sherman (1925–2012), US-amerikanischer Filmkomponist
- Roger Sherman (1721–1793), US-amerikanischer Anwalt und Politiker
- Russell Sherman (1930–2023), US-amerikanischer Pianist
- Sarai Sherman (1922–2013), US-amerikanische Malerin und Bildhauerin
- Sean Sherman (* 1974), US-amerikanischer Koch vom Stamm der Oglala Lakota Sioux, Förderer der indigenen Küche
- Socrates N. Sherman (1801–1873), US-amerikanischer Politiker
- Stacy Sherman, US-amerikanische Filmproduzentin, Filmregisseurin und Drehbuchautorin
- Thomas P. Sherman (* um 1973), Generalmajor der US Air Force
- Vincent Sherman (1906–2006), US-amerikanischer Filmregisseur
- Wendy Sherman (* 1949), US-amerikanische Diplomatin und Journalistin
- William Tecumseh Sherman (1820–1891), US-amerikanischer Soldat, Bankier, Rechtsanwalt, Schriftsteller und General des Sezessionskrieges
- Yahel Sherman (Yahel; * 1976), israelischer DJ und Musikproduzent
- Yvonne Sherman (1930–2005), US-amerikanische Eiskunstläuferin
- Zachary Ray Sherman (* 1984), US-amerikanischer Schauspieler, Filmproduzent, Filmregisseur und Drehbuchautor